# 岡山五校
岡山五校（おかやまごこう）は、かつて総合選抜制度をとっていた岡山市内の岡山県立の全日制普通科の以下5高校を指す。
- 岡山県立岡山朝日高等学校
- 岡山県立岡山操山高等学校
- 岡山県立岡山大安寺高等学校
- 岡山県立岡山芳泉高等学校
- 岡山県立岡山一宮高等学校

旧西大寺市の岡山県立西大寺高等学校、および全県学区の岡山県立岡山城東高等学校は含めない。

## 岡山五校の総合選抜制度
岡山県は、1950年（昭和25年）の入学者選抜から1998年（平成10年）の入学者選抜まで、岡山学区および倉敷学区で学力均等方式による総合選抜制度を取った。岡山学区の総合選抜制度開始時の参加校は、岡山県立岡山朝日高等学校と岡山県立岡山操山高等学校の2校。その後、岡山県立岡山大安寺高等学校（1962年創立）、岡山県立岡山芳泉高等学校（1972年創立）、岡山県立岡山一宮高等学校（1980年創立）が、それぞれ創立時から総合選抜制に参加。
倉敷学区（後の倉敷四校）の総合選抜制は、1962年に岡山県立倉敷青陵高等学校と岡山県立倉敷天城高等学校で開始。その後、1974年創立の岡山県立倉敷南高等学校と、1980年創立の岡山県立倉敷古城池高等学校が、それぞれ創立時から総合選抜制に参加し、岡山五校と同様に1998年まで実施。
高度経済成長期の急激な生徒増に伴って、度重なる普通科高校の新設を余儀なくされる中、歴史や知名度の違いで生じる新旧高校間の学力格差拡大を避けるねらいがあった。
このうち岡山五校では、出願時における5高校受検者の受検校は一括して「岡山」とし、志望高校にかかわらず、出身中学最寄りの高校で学力検査を実施した。県教委は、合格発表数日前に各出身中学校において受検者一人ひとりの「所属指定校」を発表。所属を指定した各高校で受検者の合格発表を行った。
振り分けは、入学願書に記入された受検者の入学希望校を考慮しつつ、学力検査の成績を基準に受検者を階層化し、各校入学者の学力、男女比が平準化するように行った。通学環境や中学校ごとの平均的な生徒の入学希望校傾向から、振り分け先の高校やその比率は出身中学校ごとにほぼ決まっていた。
高校入試制度の見直しに伴う1999年（平成11年）の総合選抜制度廃止については、低下傾向にあった生徒の学力引き上げや、公立校間の特色ある競争を促すものと期待された一方、多くが県の政財・教育界の中枢を占める岡山朝日（旧第一岡山中学校・第二岡山高等女学校）、岡山操山（旧第二岡山中学校・第一岡山高等女学校）両校の卒業生らによって、知名度の高い母校の「再名門化」を図るねらいがあるのではないか、という批判もあった。

## 五校戦
- 岡山五校は1998年（平成10年）まで、毎年5月に、岡山市北区の県総合グラウンドを会場として、各校運動部員が出場・学校対抗戦である「五校戦」（岡山市内普通科五校対抗競技大会）を開催していた。
- 岡山朝日、岡山操山の両校生徒が、早慶戦にならって1954年(昭和29年)に始めた「朝操戦」（岡山操山側は操朝戦と呼んだ）が起源。岡山大安寺の開校（1963年）を受けて「三校戦」（朝操大戦）となった。以後、岡山芳泉（1974年開校）を加えて四校戦に、岡山一宮（1980年開校）を加えて五校戦に改称した。岡山一宮の開設まもない1982年（昭和57年）ごろ、各校の生徒会執行部、文化系の部長など生徒有志が合同で、文化部版の五校戦を始めたいと学校側に働きかけたが、実現しなかった。
- 各校とも毎年4月、新1年生の各学級から男女数人ずつを五校戦応援要員に選び、約1カ月にわたって応援団または生徒会執行部員の指導を受けて猛練習を行い、本番の応援に臨むという慣習があった。当日は5高校の全生徒が県総合グラウンドに集まり、現地で学級担任が出欠を取る等、各学校とも全校参加行事であった。
- 1999年総合選抜制度廃止と同時に消滅し、現在に至っている。なお、現在は年に一度部活動単位で五校が集まり非公式戦が行われているものもある。

## 座標
- 岡山朝日 - 北緯34度39分38秒 東経133度56分37秒 / 北緯34.660556度 東経133.943611度
- 岡山操山 - 北緯34度40分24秒 東経133度56分23秒 / 北緯34.673333度 東経133.939722度
- 岡山大安寺 - 北緯34度39分22秒 東経133度53分01秒 / 北緯34.656167度 東経133.883722度
- 岡山芳泉 - 北緯34度37分20秒 東経133度54分55秒 / 北緯34.622222度 東経133.915278度
- 岡山一宮 - 北緯34度40分51秒 東経133度53分28秒 / 北緯34.680889度 東経133.891度
- 岡山市役所 - 北緯34度39分19秒 東経133度55分10秒 / 北緯34.655147度 東経133.919498度
- 岡山県庁 - 北緯34度39分42秒 東経133度56分05秒 / 北緯34.66175度 東経133.934722度
- 岡山駅 - 北緯34度39分59秒 東経133度55分07秒 / 北緯34.666414度 東経133.918631度